# SIAM Journal on Applied Mathematics
SIAM Journal on Applied Mathematics est une revue scientifique à comité de lecture qui publie des articles de revue dans tous les domaines des mathématiques appliquées. Elle est publiée par la Society for Industrial and Applied Mathematics (SIAM : Société pour les mathématiques appliquées et industrielles), avec Paul A. Martin (Colorado School of Mines) en tant que rédacteur en chef.
Elle a été fondée en 1953 sous le titre Journal of the Society for Industrial and Applied Mathematics et renommée en 1966.
La plupart du temps depuis 1999, elle a été classée par le SCImago Journal Rank comme une revue de deuxième quartile en mathématiques appliquées.  Avec Communications sur les mathématiques pures et appliquées, elle a été qualifiée de "l'une des deux plus grandes entrées américaines en mathématiques appliquées".